# Görbületi nyomás
A görbületi nyomás vagy kapilláris nyomás a folyadékfelület görbültségéből származó nyomás. 

## Kísérleti megfigyelések
Egy vékony csövön keresztül felfújt szappanbuborék, ha lehetővé tesszük a cső nyitott végén a levegő áramlását, összehúzódk. A szappanbuborék belsejében a külső légnyomáshoz képest nyomástöbblet uralkodik. Görbült folyadékfelszín esetén a felületi feszültségből a felszín belseje felé mutató erő származik, ez a görbületi nyomás.

## Meghatározása
A görbületi nyomás meghatározásához tekintsük egy {\displaystyle R} sugarú szappanbuborék gömböt. 
A sugár {\displaystyle \Delta R}-rel való megnövelésekor a gömb felületének megváltozása

```

  

    

      

        
Δ

        
S

        
=

        
2

        
(

        
4

        
π

        
(

        
R

        
+

        
Δ

        
R

        

          
)

          

            
2

          

        

        
−

        
4

        
π

        

          
R

          

            
2

          

        

        
)

      

    

    
{\displaystyle \Delta S=2(4\pi (R+\Delta R)^{2}-4\pi R^{2})}

  

.
```

A felület növekedésével a felületi energia megváltozása: 

```

  

    

      

        
Δ

        
E

        
=

        
σ

        
Δ

        
S

        
≈

        
2

        
σ

        
(

        
8

        
R

        
π

        
Δ

        
R

        
)

      

    

    
{\displaystyle \Delta E=\sigma \Delta S\approx 2\sigma (8R\pi \Delta R)}

  

, ahol a 

  

    

      

        
σ

      

    

    
{\displaystyle \sigma }

  

 a 
felületi feszültség
.
```

Itt kihasználtuk, hogy {\displaystyle \Delta R<<R} és ezért a {\displaystyle \Delta R^{2}} -et tartalmazó tagot a felület változásának számításakor elhanyagoltuk.
A gömb sugarának {\displaystyle \Delta R} -rel való megváltozása során a belső túlnyomásból származó erő a {\displaystyle \Delta R} úton munkát végez:

```

  

    

      

        

          
 L = F*ΔR = p*S*ΔR 

        

      

    

    
{\displaystyle {\text{ L = F*ΔR = p*S*ΔR }}}

  

 , ahol 

  

    

      

        
p

        
=

        

          

            
F

            
S

          

        

      

    

    
{\displaystyle p={\frac {F}{S}}}

  

 és 

  

    

      

        

          
S

          
=

          
4

          
π

          

            
R

            

              
2

            

          

        

      

    

    
{\displaystyle {S=4\pi R^{2}}}

  

 
```

A felszín növelésére végzett munka egyenlő a felületi energia megváltozásával, azaz {\displaystyle L} {\displaystyle =} {\displaystyle \Delta E}, ebből pedig adódik:

```

  

    

      

        
p

        
=

        

          

            

              
σ

              
Δ

              
S

            

            

              
S

              
Δ

              
R

            

          

        

        
=

        

          

            

              
16

              
π

              
R

              
Δ

              
R

            

            

              
Δ

              
R

              
4

              
π

              

                
R

                

                  
2

                

              

            

          

        

        
=

        

          

            

              
4

              
σ

            

            
R

          

        

      

    

    
{\displaystyle p={\frac {\sigma \Delta S}{S\Delta R}}={\frac {16\pi R\Delta R}{\Delta R4\pi R^{2}}}={\frac {4\sigma }{R}}}

  

 
```

Mivel a szappanbuborékot két gömbfelület határolja, így az egyik felülethez a fenti egyenlettel adott nyomás felének megfelelő görbületi nyomás (pg)  tartozik
```

  

    

      

        

          
p

          

            
g

          

        

        
=

        

          

            

              
2

              
σ

            

            
R

          

        

      

    

    
{\displaystyle p_{g}={\frac {2\sigma }{R}}}

  

```

A görbületi nyomás mindig a görbült felület homorú oldala felé mutató nyomóerőt eredményez.